# Бластоїдеї

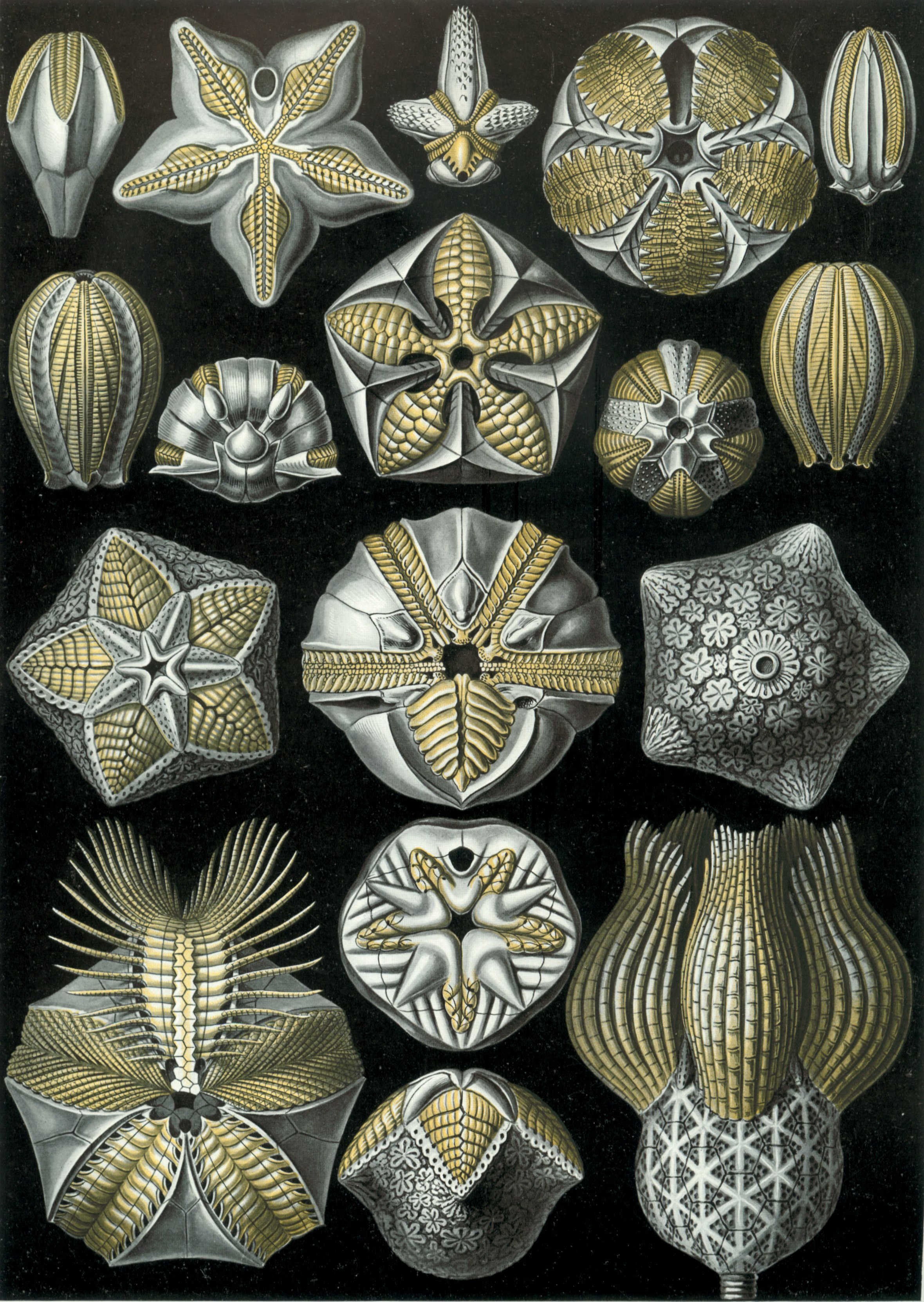
Зображення викопних організмів класифікованих як бластоїдеї

Бластоїде́ї, морські бутони (Blastoidea) — клас викопних тварин типу голкошкірих.
Відомо близько 50 родів та 200 видів.
Тіло мали яйцеподібне, без променів, на одному його кінці ротовий і анальний отвори, на протилежному — членисте стебельце. Бластоїдеї відомі від раннього силуру до пермського періоду включно. Особливо численні були в Північній Америці й на острові Тимор; в Європі рідкісні.